# Улица Хамбургас
Улица Ха́мбургас (также Гамбургская, нем. Hamburger Straße, латыш. Hamburgas iela) — улица в Северном районе Риги, в Межапарке. Пролегает, несколько раз меняя направление, от проспекта Кокнесес до улицы Эзермалас. Общая длина улицы — 1086 метров.
На всём протяжении покрыта асфальтом. Движение по улице двустороннее. Общественный транспорт по улице не курсирует, но на проспекте Кокнесес есть трамвайная остановка «Hamburgas iela».

## История
Улица проложена в 1900 году под своим нынешним названием (рус. Гамбургская улица, нем. Hamburger Straße) — в честь города Гамбурга (как и многие другие улицы этого района, она носит имя одного из городов Ганзейского союза).
С 1915 по 1917 год была временно переименована в Ладожскую улицу (латыш. Ladogas iela), затем первоначальное название было возвращено и больше не изменялось.

## Застройка и достопримечательности

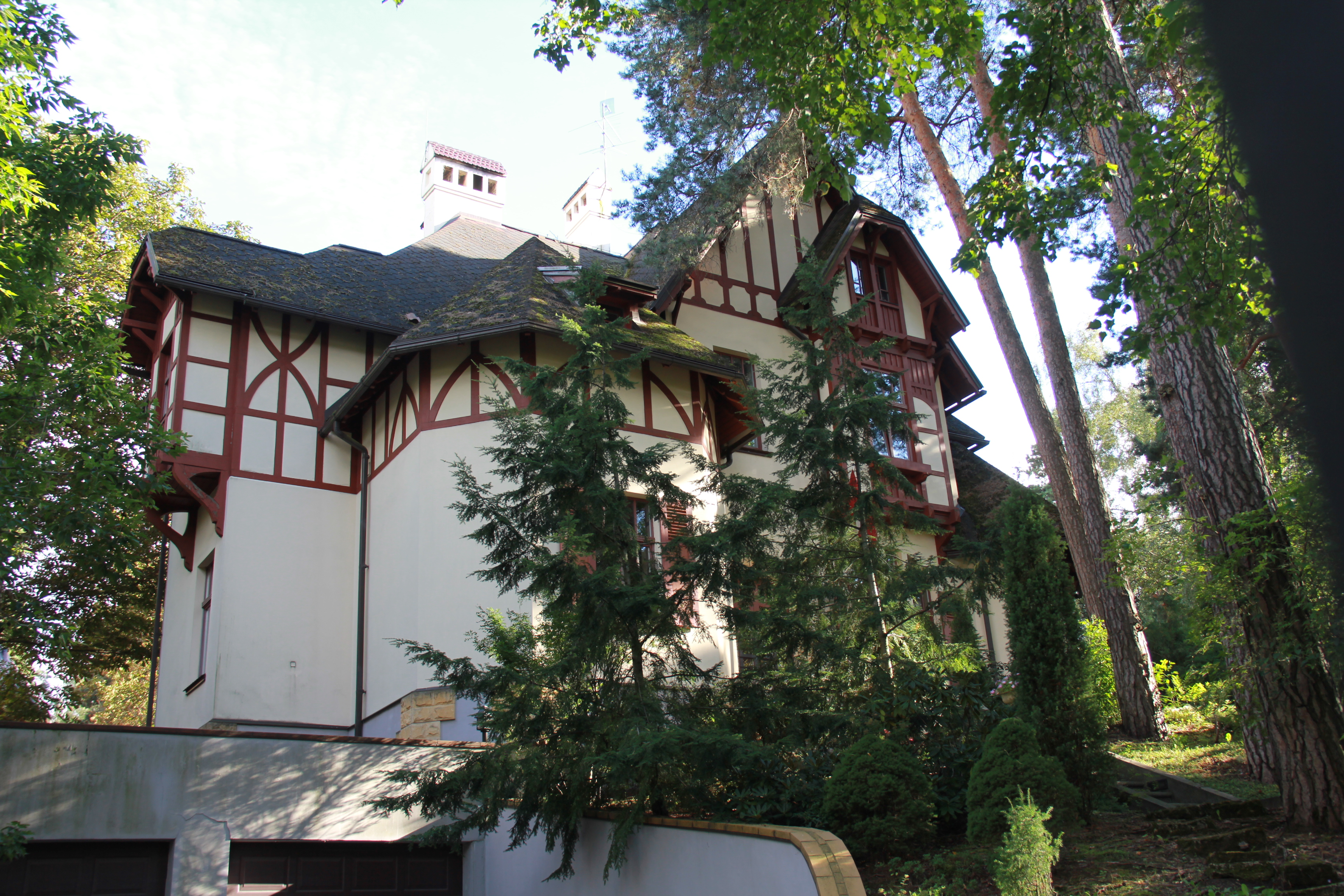
Улица Хамбургас, дом 25

Улица Хамбургас застроена частными особняками, преимущественно начала XX века. 14 зданий на этой улице признаны памятниками архитектуры, в том числе 3 — памятниками государственного значения.
- Дом № 5 — частный жилой дом (архитектор Э. Купфер, 1905, 1907) — памятник архитектуры государственного значения.
- Дом № 16 построен в 1914 году по проекту архитектора П. Дрейера для Карла Мацке. В середине 1920-х годов его получил латвийский государственный деятель, а с 1927 года президент Густав Земгалс[6].
- Дом № 21 — частный жилой дом (архитектор А. Витте, 1908) — памятник архитектуры государственного значения.
- Дом № 25 — частный жилой дом (архитектор Оскар Бар, 1910) — памятник архитектуры государственного значения.

## Прилегающие улицы
Улица Хамбургас пересекается со следующими улицами:
- проспект Кокнесес
- улица Судрабу Эджус
- улица Либекас
- улица Анны Саксе
- улица Петерупес
- улица Велмес
- улица Эзермалас